# مرغ باران وانوآتو
مرغ باران وانوآتو (نام علمی: Pterodroma occulta) نام یک گونه از سرده مرغ باران خرمگسی است.